# 룡흥사
룡흥사(龍興寺)는 조선민주주의인민공화국 함경남도 영광군 봉흥리에 있는 사찰이다.
백운산성 안에 위치해 있으며, 1048년에 성불사라는 이름으로 창건되었다. 1578년과 1626년 두 차례의 화재가 있었으며, 현재의 건물은 1852년 때 세워진 것으로 이때 현재의 명칭을 갖게 되었다. 현재는 조선민주주의인민공화국의 국보 155호로 지정되어 있다.

## 같이 보기
- 한국의 불교
- 한국의 건축